# ブルース・リヴィングストン
ブルース・リヴィングストン（英: Bruce Livingstone）は、カナダの起業家で、カルガリーを拠点とするマイクロストック写真のオンライン販売会社、iStockphotoを設立した。

## 来歴

### iStockphotoの設立と課金システムの開始
リヴィングストンは、インターネット上でストック写真を無料で提供するプロジェクトとして、2000年にiStockphotoを立ち上げた。毎月のデータ通信料金の請求が高額であったため、リヴィングストンは1利用権ごとに一定のロイヤリティ支払いを受けるという課金システムをiStockphotoに導入することを決断した。

### iStockphotoの売却
2006年、リヴィングストンはiStockphotoを5,000万ドルでゲッティイメージズに売却。売却後もiStockphotoのCEOを続けた。リヴィングストンはゲッティでさらなる役職を得たが（SVP Consumerなど）、2009年にゲッティとiStockphotoを去った。
2010年には、インターネット上のアートコミュニティであるサーチ・オンラインのCEOに就任。2012年にその職を辞した。

### ストックシー・ユナイテッドの設立
2013年、ゲッティ傘下のiStockの方向性に不満を抱いていたリヴィングストンは（また、競業避止義務契約の満了に伴い）、ブリティッシュコロンビア州ビクトリアを拠点とするロイヤリティフリーのストック写真とビデオの仲介業、ストックシー・ユナイテッドを設立した。

## 参考資料
- Interview With Bruce Livingstone – Founder and CEO of iStockphoto | Young Entrepreneurs